# Premonstratencs
Els Canonges Regulars Premonstratencs (o Premonstratesos) (en llatí Candidus et Canonicus Ordo Praemonstratensis) són un orde religiós catòlic de canonges regulars. Els seus membres, coneguts com a premonstratencs, norbertins o canonges blancs, posposen a llurs noms les sigles O. Praem.
Els norbertins fan vida en comú a abadies i priorats segons la Regla de Sant Agustí, a més d'activitat apostòlica fora del monestir, a la manera dels ordes mendicants. El fet que tingui una branca femenina i la manera de viure la regla agustiniana fa que sigui un orde molt proper als monàstics, diferent a la resta de congregacions de canonges regulars agustins.
La disciplina monàstica consisteix principalment en la vida comunitària amb treball i pregària, diürna i nocturna i, a diferència dels altres ordes monàstics, amb una missió d'evangelització i predicació fora de la comunitat. Aquesta missió inspirarà més tard el carisma dels ordes mendicants.
Els premonstratencs són sacerdots que uneixen la vida contemplativa i el ministeri sacerdotal (litúrgia, ministeri parroquial, educació de la joventut, apostolat missioner...). L'hàbit és blanc, de llana, per la qual cosa van ser coneguts com a canonges blancs; consta de túnica, escapulari, cinyell, capa i caputxa.
A 31 de desembre de 2005, l'orde comptava amb 1.282 membres (944 sacerdots) en 86 cases: a la branca femenina pertanyien 106 germanes.
Són presents a França, Bèlgica, Països Baixos, Regne Unit, Irlanda, Dinamarca, Alemanya, Espanya, Itàlia, Àustria, Hongria, República Txeca, Eslovàquia, Polònia, Romania, Estats Units, Canadà, Sud-àfrica, Zaire, Brasil, Xile, Perú, Índia i Austràlia.

## Orígens

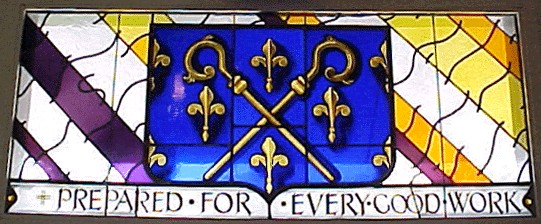
Vitrall amb l'escut de l'orde (St. Michael d'Orange, Califòrnia)

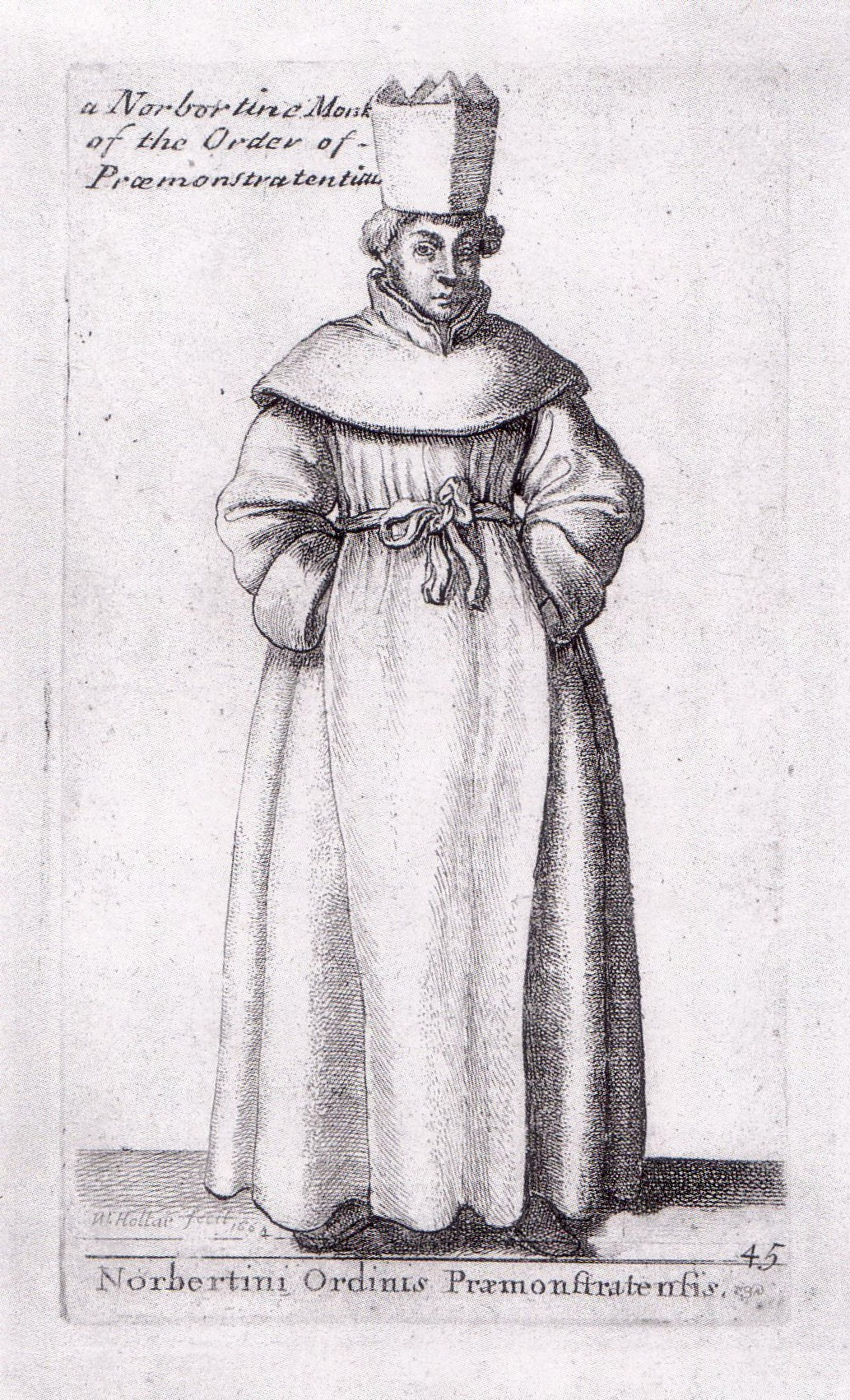
Hàbit de l'orde (gravat del s. XVII)

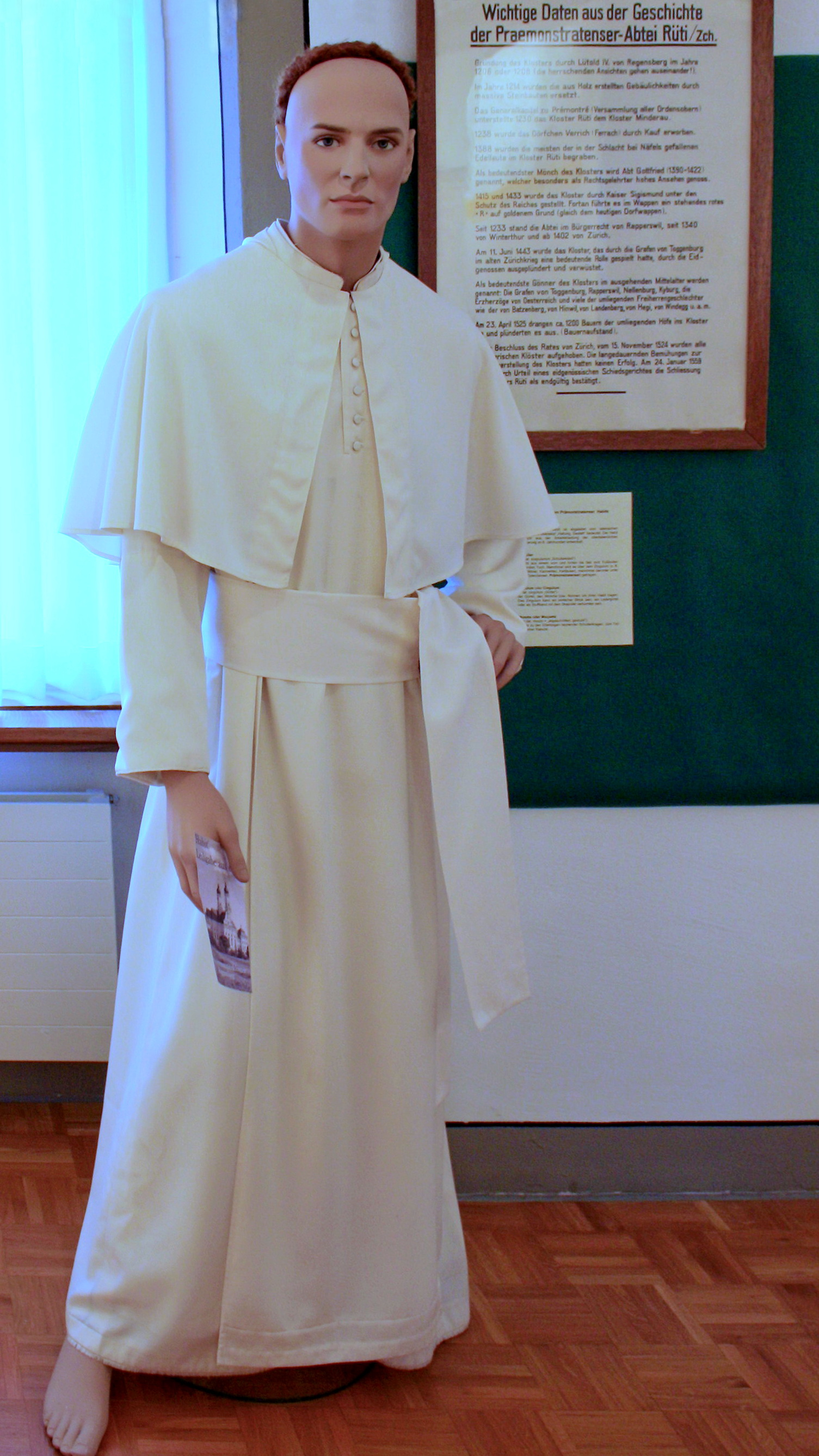
Hàbit de l'orde en l'actualitat (Rüti, Suïssa, Ortmuseum)

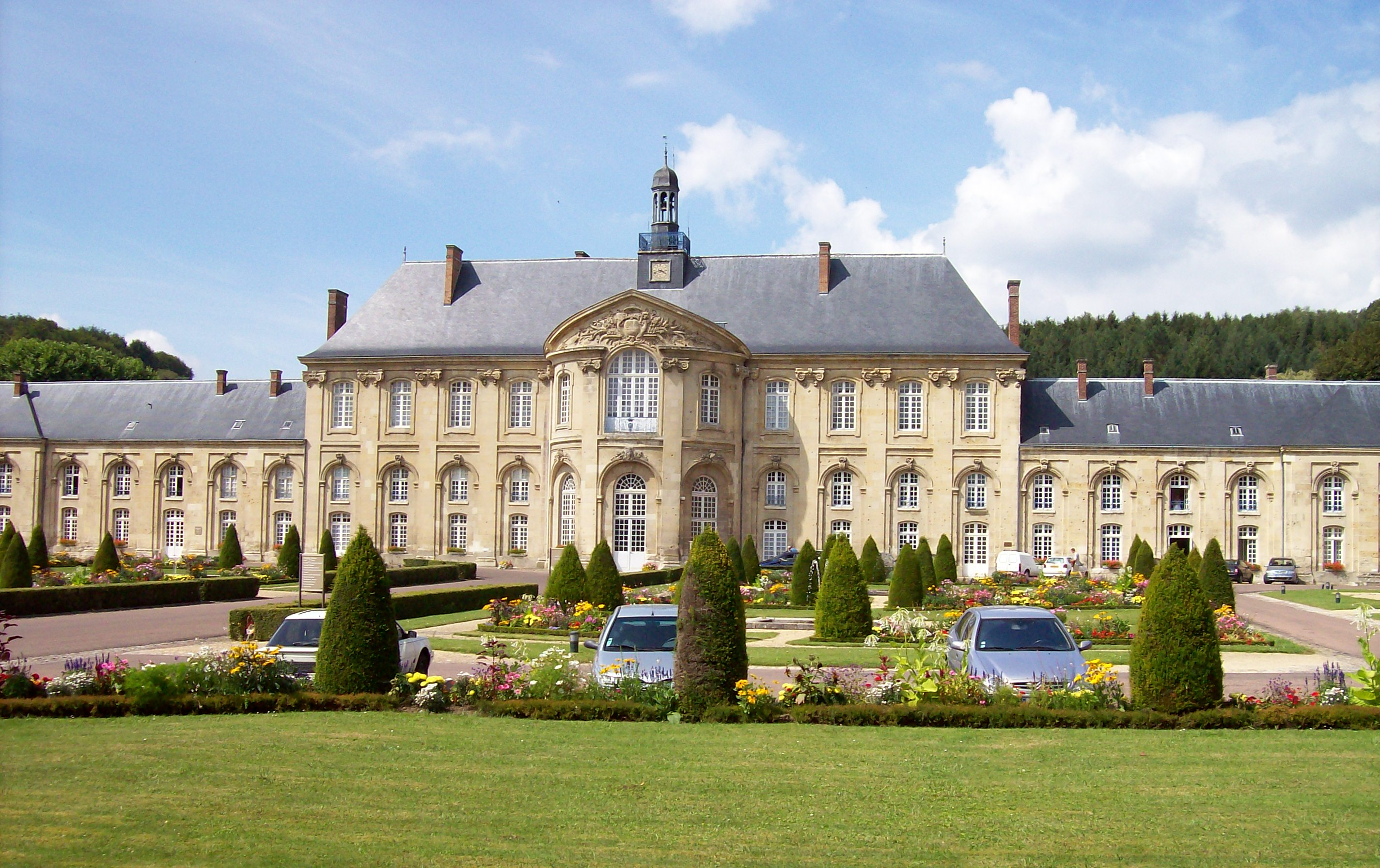
Palau abacial de Prémontré, avui hospital psiquiàtric

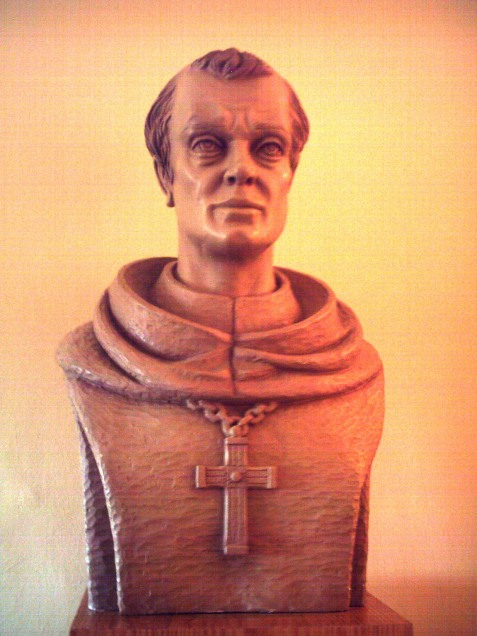
Bust de l’abat premonstratès Jaume Caresmar i Alemany

L’Orde de Prémontré va ser fundat per sant Norbert de Xanten qui, des del 1115 recorria Europa predicant. Gelasi II havia aprovat el seu estil de vida i Calixt II el recomanà al bisbe de Laon, que el convidà a fundar-hi un monestir el 1120, en un moment de reforma dels ordes monàstics a Europa. De fet, els Premonstratencs són una reforma més rigorosa de l'Orde de Sant Agustí amb elements del Cister. Per això, també va ser coneguda com a Orde Nou, en oposició al vell representat pels canonges agustins. El nom el pren de la primera fundació, l'abadia de Prémontré (Premonstratum), a la vall del mateix nom, propera a Laon, on Norbert i alguns companys s'instal·larem el 25 de desembre de 1121 i adoptaren la regla de Sant Agustí per a viure-hi.
El papa Honori II aprovà l'orde amb la butlla Apostolicae disciplinae, el 19 de maig de 1126. Quan Norbert fou elegit bisbe de Magdeburg, el succeí com a abat Hugues de Fosses, que reorganitzà l'orde segons el model de l'Orde del Cister: cada monestir seria autònom, amb un abat, i anualment tindria lloc a Prémontré un capítol general de l'orde. El 1134, a la mort del fundador, ja n'hi havia trenta cases, el 1160 eren un centenar i arribaren a les mil tres-centes a la fi del s. XIII.
Van tenir una ràpida expansió en França (la primera casa va ésser a Floreffe, a Namur, i sobretot al centre i est d'Europa, a les terres de l'Elba i l'Oder i Hongria, on van colonitzar molts territoris, artigant les terres, assecant pantans i preparant la posterior instal·lació de la població. També van obrir cases a Palestina, on van arribar amb els croats. L'expansió va coincidir amb l'esplendor de l'orde i el rigor en l'observança de la regla, a més d'una brillant vida intel·lectual entre els segles xiii i xiv, quan en començà el declivi. Així i tot, l'expansió continuà fins al final del segle xviii, quan van començar les persecucions i supressions dels ordes monàstics. El 1834, després de la mort del superior de l'orde, no se'n trobà successor i l'orde només es va mantenir a Àustria. En 1869 va iniciar-se el procés d'unificació dels monestirs que en quedaven i començà a renéixer. En 1937 s'establí que l'orde fos dirigida per un abat general resident a Roma.

## Difusió als Països Catalans
Aviat s'establiren a Catalunya: el 1148, seguint la crida del papa Eugeni III al concili de Reims per a ajudar el comte Ramon Berenguer IV a la conquesta de Tortosa i de Lleida, arribaren uns canonges. El 1149 el comte cedí a l'orde un alou a Vallclara del Montsant per fundar-hi un monestir, que tingué per únic abat Frederic, ja que sols subsistí fins al 1151.
L'autèntic introductor de l'orde fou l'ermità Joan d'Organyà, que en fusionar els seus ermitans convertits en premonstratencs el 1166, gràcies a la generositat del comte Ermengol VII d'Urgell, amb la comunitat establerta per Guillem d'Anglesola el mateix 1166 a Bellpuig de les Avellanes (Noguera) donà lloc a la creació de la gran abadia de Bellpuig de les Avellanes, la més important de l'orde als Països Catalans i la que donà origen a la resta de cases del país: el santuari marià de Mare de Déu de Bonrepòs (1205-24) (Pallars Jussà); Sant Nicolau de Fondarella, abadia i hospital (1229-1340) al Segrià; Santa Maria de Mur (1235) (Pallars Jussà), retornat a pabordia augustiniana després d'una llarga polèmica, i Santa Maria d'Artà o Bellpuig d'Artà (Mallorca oriental).
Les cases catalanes depenien de la circaria de Gascunya, perquè tenien com a matriu el monestir de Casadieu. El 1568 Felip II intentà convertir les cases premonstrateses hispàniques en monestirs jerònims, però els premonstratencs reeixiren a conservar llur independència i formar una congregació hispànica (1593), a la qual Bellpuig mai no es volgué unir, a desgrat d'ésser considerada oficialment unida a la congregació; subsistí fins a l'exclaustració del 1835. Un intent de restaurar l'orde el 1865 no reeixí.